# Air Via

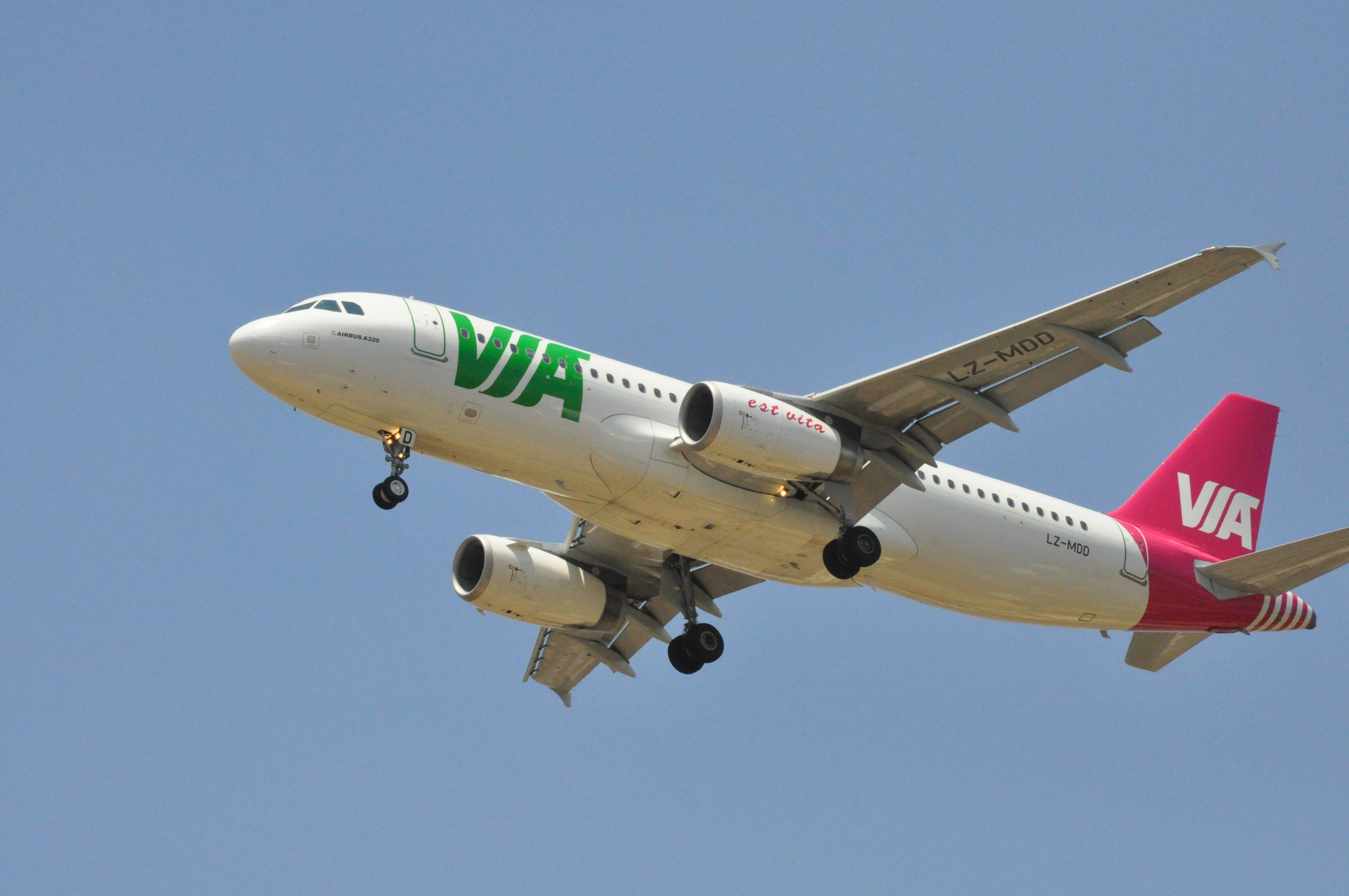
Un Airbus A320 de Air VIA en Tel Aviv.

Air VIA (En búlgaro: Ер Виа) fue una aerolínea chárter con base en la ciudad de Sofía, capital de Bulgaria. Operaba vuelos chárter en nombre de algunos de los más grandes operadores turísticos europeos, así como también solía arrendar aviones a distintas aerolíneas en todas partes del mundo.

## Historia

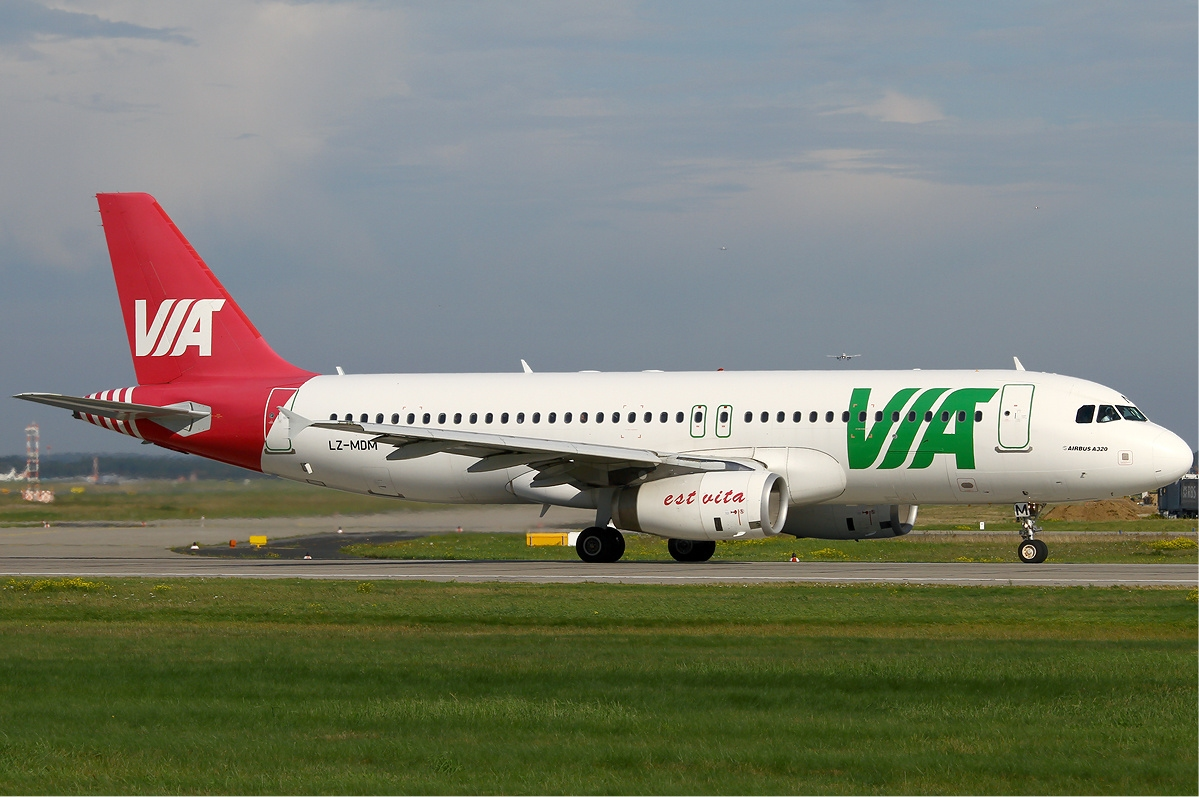
Airbus A320 de la compañía en el Aeropuerto de Frankfurt en Main.

La aerolínea se fundó en 1990 bajo el nombre de Varna International Airways. La compañía está licenciada y cumple con los estándares europeos de compañías de transporte no regular de pasajeros. En sus inicios operaba únicamente 5 Tupolev Tu-154M.
La aerolínea fue fundada por un grupo de inversores privados búlgaros. En sus principios, la compañía solo operaba vuelos chárter dentro de Bulgaria para compañías como TUI Travel y Prodintour, con destinos a ciudades vacacionales como Varna y Primorsko.
En 2005 los directivos de la compañía decidieron renovar la flota debido a la cada vez más moderna competencia, las regulaciones de la Unión Europea, la contaminación ambiental y los requerimientos de los usuarios más grandes como Jetair. Esto llevó al retiro total de los Tupolev Tu-154M y a la incorporación de los más modernos y económicos de operar Airbus A320.
En 2006 Air VIA tenía 142 empleados.

## Flota
La flota de Air VIA consiste en una flota completamente compuesta por aviones de Airbus, todos en una configuración de clase económica con capacidad para 180 pasajeros.

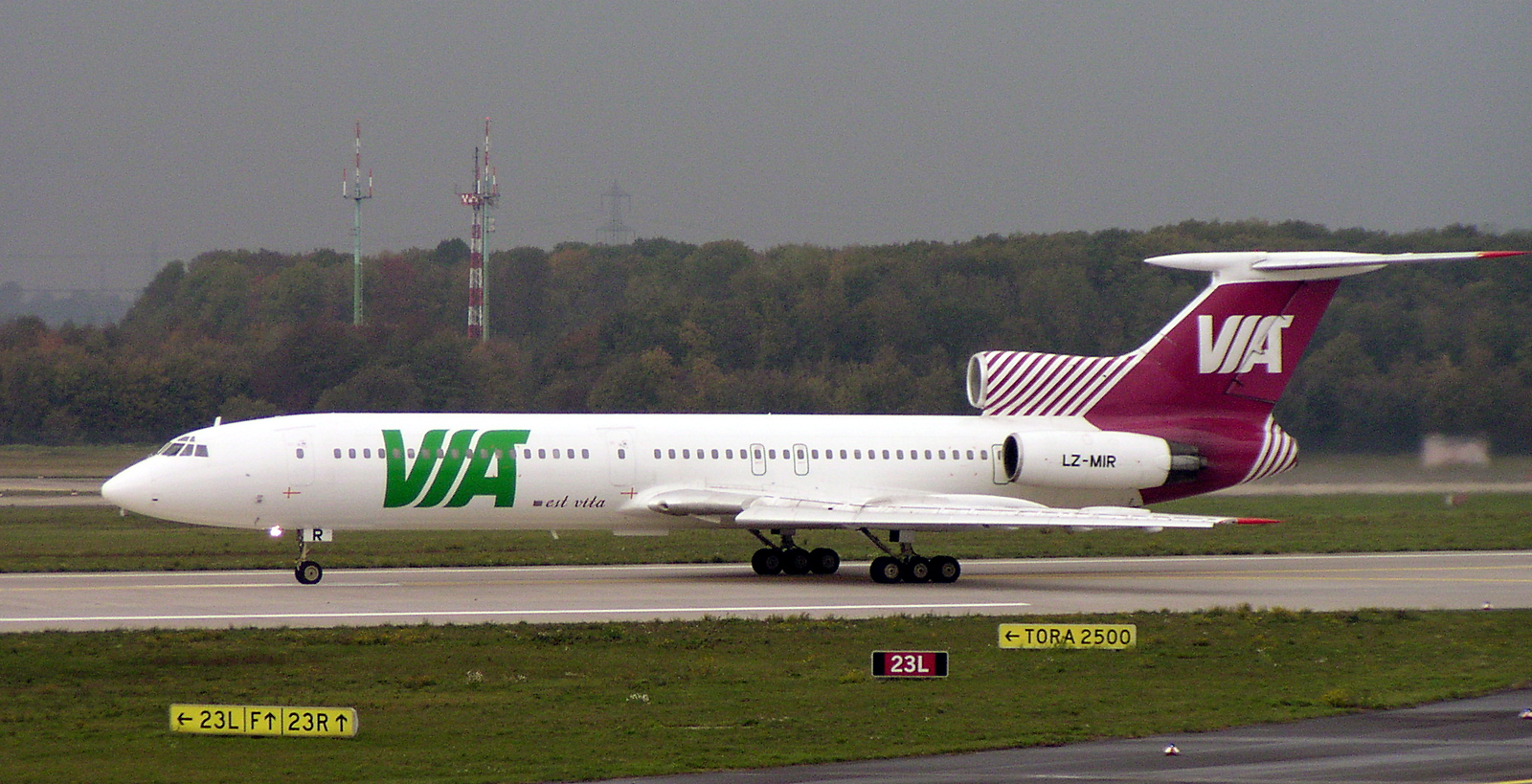
Un Tupolev Tu-154M, este sería el último servicio de estas aeronaves con la compañía.